# Antic Ajuntament (el Papiol)
L'Antic Ajuntament és una obra eclèctica del Papiol (Baix Llobregat) inclosa a l'Inventari del Patrimoni Arquitectònic de Catalunya.

## Descripció
És un habitatge entre mitgeres estructurat en planta baixa i pis. Les obertures són allindades, amb motllures que recorren les llindes i, en alguns casos, es perllonguen fins a agafar tota l'amplada de la façana. Al primer pis hi ha dues obertures que donen a un mateix balcó amb barana de ferro forjat força simple que ocupa pràcticament tota la façana. A sobre seu veiem dues obertures rectangulars, de petites dimensions, usades com a sortida de ventilació. L'edifici és rematat per una cornisa amb diverses motllures: planes, una sanefa d'escaquejat, etc. que ens impedeixen veure la coberta. Destaquem el forjat de la finestres de la planta baixa; una reixa amb motius geomètrics, potser l'element més interessant de l'edifici.